# Mezia curranii
Mezia curranii är en tvåhjärtbladig växtart som beskrevs av W.R. Anderson. Mezia curranii ingår i släktet Mezia och familjen Malpighiaceae. Inga underarter finns listade i Catalogue of Life.